# Harry Flint
Harry Albert "Paddy" Flint (12 de febrer de 1888 – 24 de juliol de 1944) va ser un coronel de l'Exèrcit dels Estats Units d'Amèrica durant la Segona Guerra Mundial. Malgrat que als 56 anys era considerablement vell, comparat amb l'edat acceptada generalment per als oficials d'infanteria de primera línia de camp, és conegut per dirigir el 39è regiment d'infanteria dels EUA a Sicília, fins que va ser ferit de mort sis setmanes després del dia D.